# Cratere Olorun
Olorun è un cratere sulla superficie di Rea.